# Antimargarita
Antimargarita là một chi ốc biển, là động vật thân mềm chân bụng sống ở biển trong họ Trochidae, họ ốc đụn.

## Các loài
Các loài trong chi Antimargarita gồm có:
- Antimargarita bentarti Aldea, Zelaya & Troncoso, 2009
- Antimargarita dulcis (E.A. Smith, 1907)[2]
- Antimargarita maoria Dell, 1995
- Antimargarita powelli Aldea, Zelaya & Troncoso, 2009
- Antimargarita smithiana (Hedley, 1916)

Đồng nghĩa
- Antimargarita smithiana (Hedley, 1916):[3] synonym of Submargarita smithiana Hedley, 1916
- Antimargarita thielei (Hedley, 1916): synonym of Falsimargarita thielei (Hedley, 1916)